# 21430 Брубрю
21430 Брубрю (21430 Brubrew) — астероїд головного поясу, відкритий 31 березня 1998 року.
Тіссеранів параметр щодо Юпітера — 3,514.